# Lazuren Bryag Cove
Die Lazuren Bryag Cove (englisch; bulgarisch залив Лазурен бряг saliw Lasuren Brjag) ist eine 1,5 km breite und 0,9 km lange Bucht an der Südwestküste von Coronation Island im Archipel der Südlichen Orkneyinseln. Sie liegt südöstlich des Return Point und nordwestlich des Cheal Point.
Britische Wissenschaftler kartierten sie 1963. Die bulgarische Kommission für Antarktische Geographische Namen benannte sie 2019. Namensgeber ist das Kühlschiff Lasuren Brjag (bulgarisch für Côte d’Azur) von der Gesellschaft Ocean Fisheries in Burgas, deren Fangflotte von den frühen 1970er-Jahren bis in die frühen 1990er-Jahre in den Gewässern um Südgeorgien, um die Kerguelen, um die Südlichen Orkneyinseln und die Südlichen Shetlandinseln sowie um die Antarktische Halbinsel operierte.